# Automeris adelon
Automeris adelon är en fjärilsart som beskrevs av Hoffmann 1942. Automeris adelon ingår i släktet Automeris och familjen påfågelsspinnare. Inga underarter finns listade i Catalogue of Life.